# 报春绿绒蒿
报春绿绒蒿（学名：Meconopsis primulina），为罂粟科绿绒蒿属下的一个植物种。